# 歡情太暫
《歡情太暫》（英語：Crimes and Misdemeanors）是一部1989年的美國黑色喜劇片，由活地·亞倫執導，活地·亞倫本身及马丁·兰道等主演。電影以紐約市為背景，描述一名眼科醫生及一名事業不振的紀錄片導演怎樣分別面對道德及愛情考驗。
電影大受好評，亦於當屆奧斯卡金像獎獲三項提名：最佳導演獎、最佳男配角獎及最佳原著劇本獎。

## 外部連結
- 互联网电影数据库（IMDb）上《歡情太暫》的资料（英文）
- AllMovie上《歡情太暫》的资料（英文）
- Roger Ebert's Review of Crimes and Misdemeanors （页面存档备份，存于）